# 왕지네목
왕지네목(王-目, Scolopendromorpha)은 순각강에 속하는 절지동물 목의 하나이다. 5개 과로 이루어져 있다. 열대 순각류로 알려져 있기도 하며, 대부분 21개 또는 23개의 체절(체절 39개 또는 43개를 갖고 있는 유일종 Scolopendropsis duplicata 제외)을 갖고 있다. 왕지네(노랑머리왕지네)와 일본왕지네, 장수지네, 꼬부랑다리장님지네 등을 포함하고 있다.

## 하위 분류
- 장님지네과 (Cryptopidae)
- Mimopidae
- Plutoniumidae
- 왕지네과 (Scolopendridae)
- Scolopocryptopidae